# Aparador

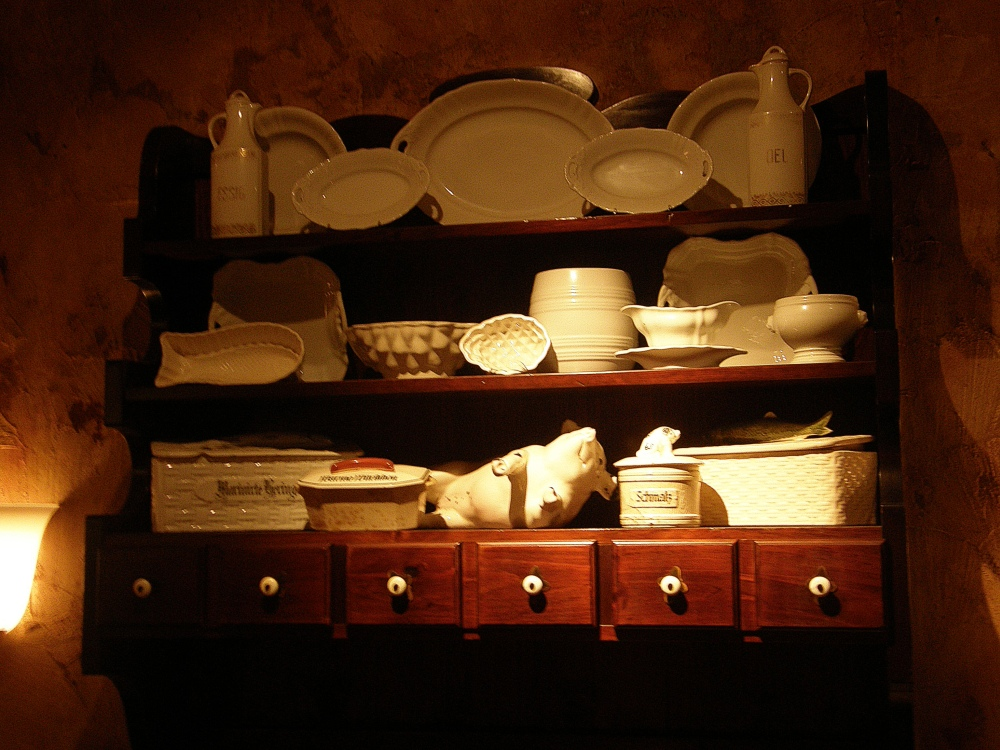
Modelo de aparador rústico alemán con loza blanca.

Aparador, seibó (RD, Ve), ceibó (Ve; Co, obsol) es un mueble grande con cajones y armarios, que aparece en diferentes contextos y con utilidad similar: guardar o almacenar objetos de uso cotidiano.

## Etimología y usos
La palabra, del latín «apparātor, -ōris», se utiliza, como sustantivo, para denominar varios tipos de mueble. El más común es el elemento que en el mobiliario doméstico se dedica a guardar la vajilla, cubertería, mantelería y demás objetos relacionados con el servicio de mesa. En el espacio eclesiástico se reconoce como aparador a la mesa donde se depositan algunos objetos de la misa, junto al altar. También se llama así al mueble de trabajo u obrador en los talleres artesanos. En arquitectura se le relaciona con el vasar, por cumplir el mismo servicio, y en el mundo del comercio se identifica aparador con el escaparate de una tienda. Tuvo el uso antiguo de guardarropa que aún conserva en Filipinas. El vocablo «seibó», dicho en República Dominicana y Venezuela; o «ceibó» en Colombia, aunque en obsolescencia y nuevamente Venezuela, proviene del inglés sideboard.

## Evolución industrial
El viejo aparador de maderas más o menos nobles, mueble anticuado y voluminoso en su origen, ha sido recuperado por la industria del mueble fusionando su diseño tradicional con nuevas propuestas, ajustando tamaños, colores y materiales de fabricación a su funcionalidad en espacios domésticos como el recibidor o el cuarto de baño.

Evolución del diseño de aparadores
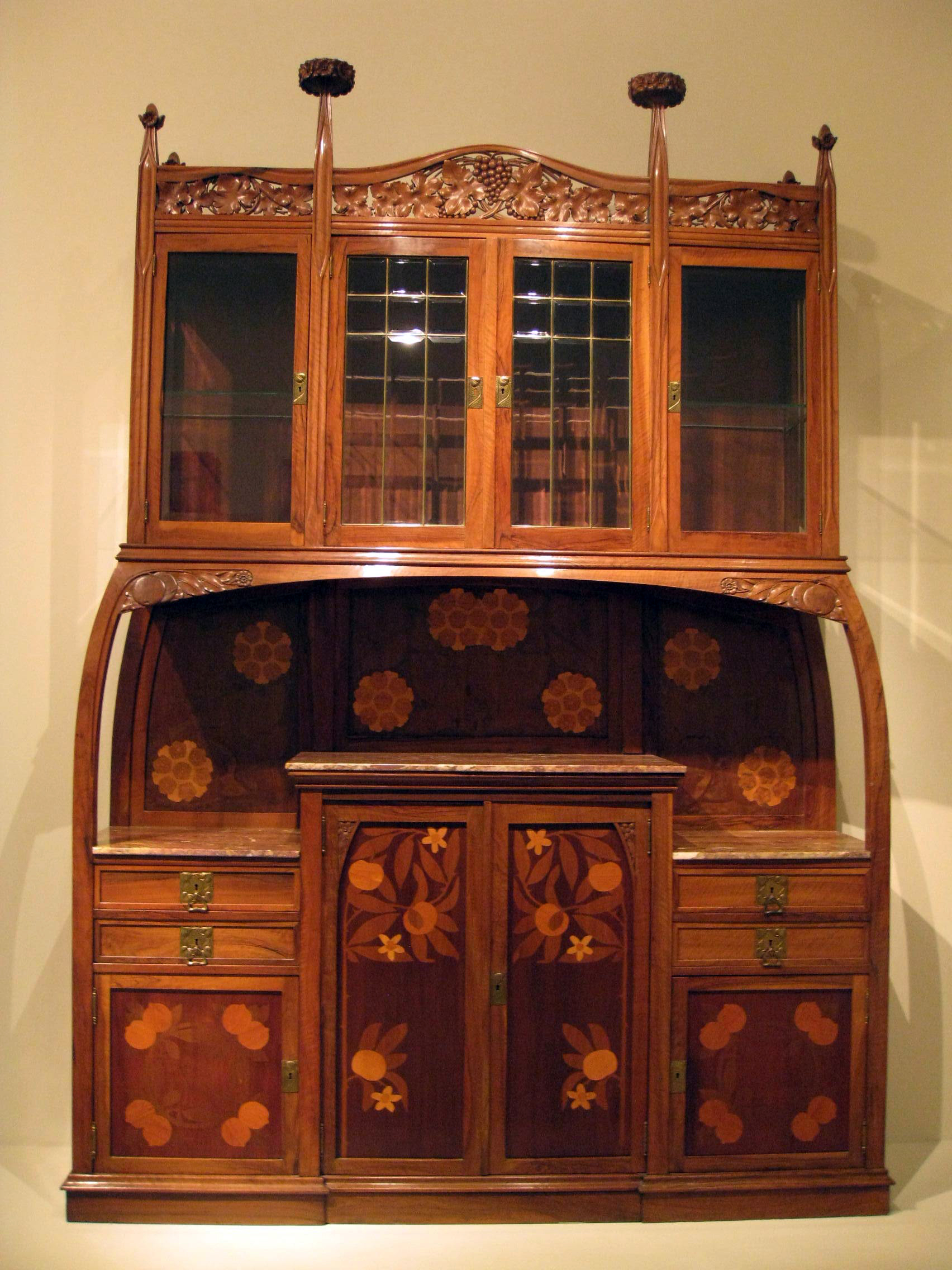
Aparador de la casa Lleó Morera (Barcelona), diseñado por Gaspar Homar en el primer cuarto del siglo XX.
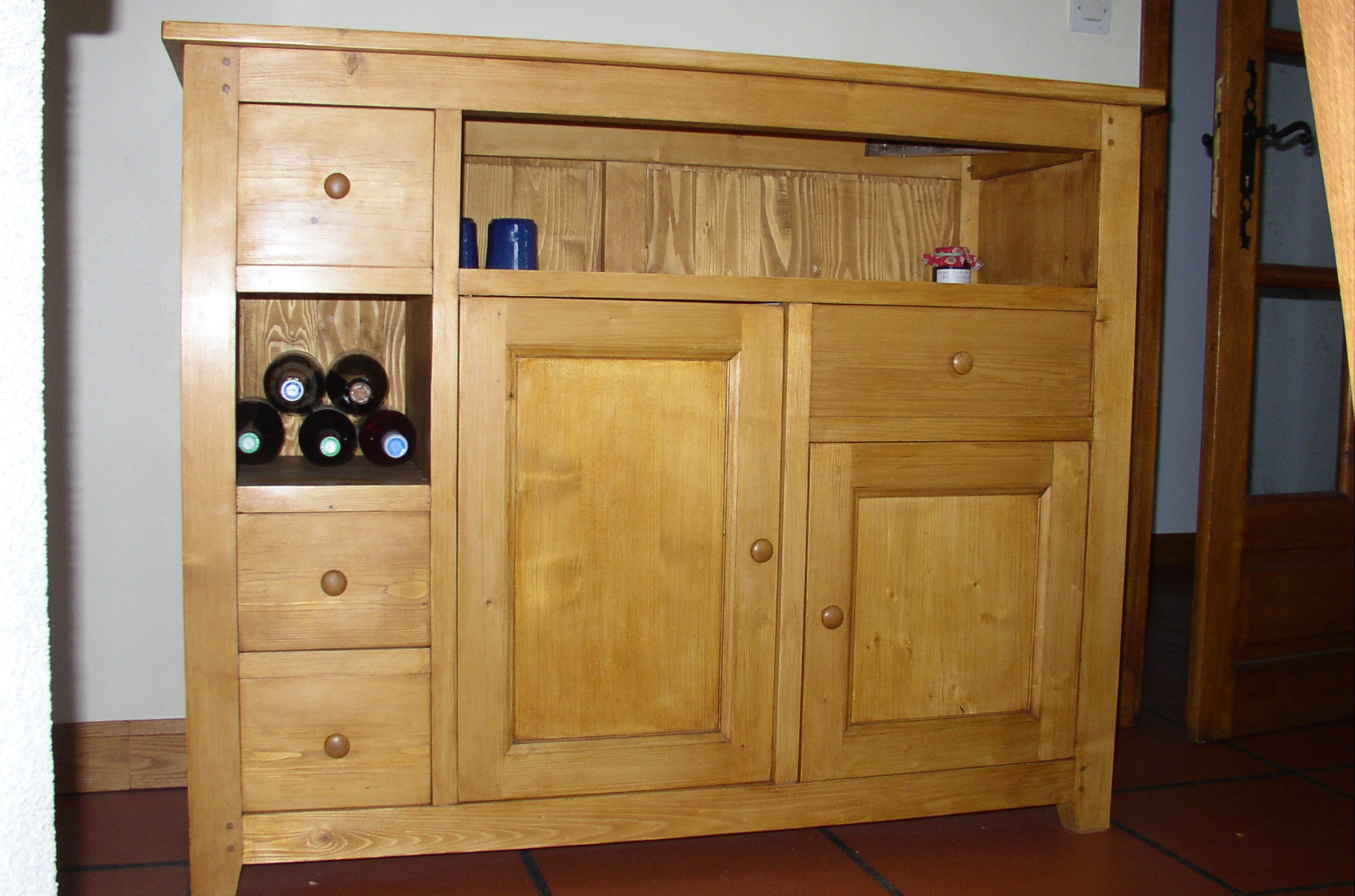
Modelo en madera de pino imitando el estilo rústico castellano.
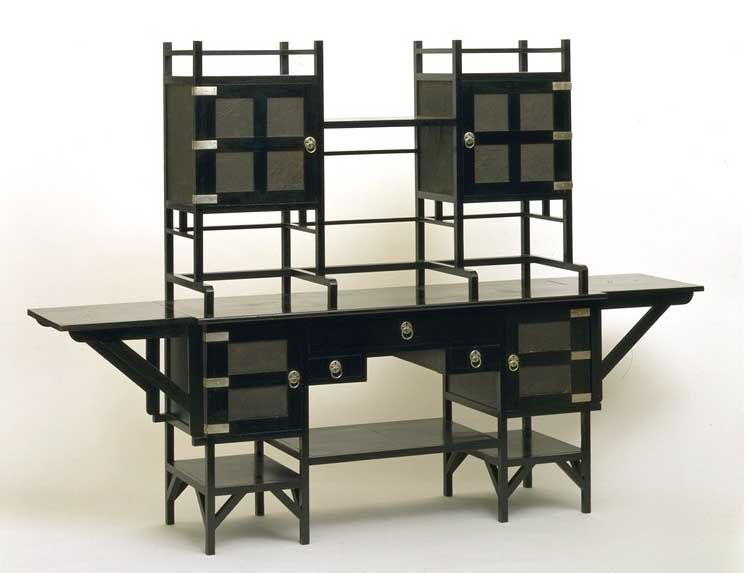
Aparador, diseño por Edward William Godwin hacia 1870, expuesto en el Museo Victoria y Alberto (Londres).
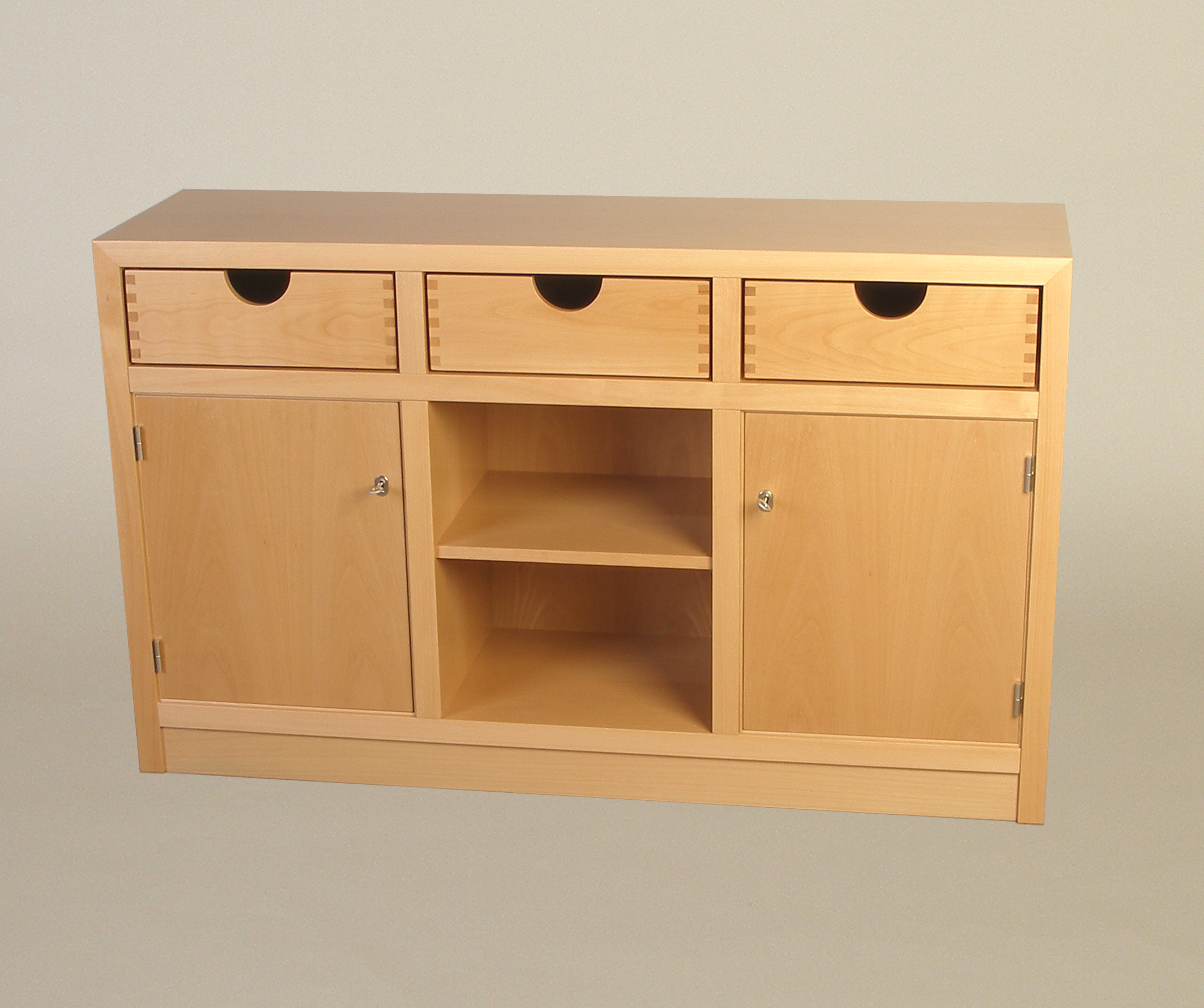
Modelo de estilo funcional en componentes de madera chapada, del tipo «buffet».